# Пећани (Приједор)
Пећани су једна од већих градских четврти у Приједору и тренутно најмногољудније насеље у Приједору.
На Пећанима је до сада изграђено 35 зграда. Оне су подијељене на шест блокова:
- Х (3 зграде)
- Г (5 зграда)
- Б (5 зграде)
- Ц (5 зграде)
- М (3 зграде)
- Борачке зграде (блок зграда дуж пруге)
- Нове борачке зграде (зграде у изградњи, које се граде у западном дијелу насеља)

У овом насељу живи између 9 и 10 хиљада становника. У склопу насеља се налази градски парк, Градски стадион ФК Рудар Приједор, одјељење дјечјег вртића „Радост”, зелена пијаца, Основна школа „Доситеј Обрадовић”, Базен "Aqua Planet" са пратећим објектима (наткривени базен, хотел, ресторан...), тржни центар "Робот" и Висока школа за економију и информатику.
Стадион ФК Рудар Приједор има капацитет од 3.500 мјеста (по двије веће трибине, једна на истоку и једна на западу) и у плану је изградња трибина на сјеверу. Предвиђен је капацитет од 5000 сједећих покривених мјеста.
Такође на Пећанима се налази надвожњак који повезује насеља Пећани и Доња Пухарска, његова изградња почела је 2014,а завршила се средином 2016 године.
Регулационим планом Града Приједора и насеља Пећани предвиђена је изградња Православне Цркве и још 5 зграда у западном дијелу Пећана, изградња би требало да почне ускоро.